# Out in L.A.
Out in L.A. je kompilace raritních nahrávek kalifornské skupiny Red Hot Chili Peppers. Byla vydána v roce 1994.

## Seznam písní
1. "Higher Ground" (12" Vocal Mix) – 5:18
2. "Hollywood (Africa)" (Extended Dance Mix) – 6:33
3. "If You Want Me to Stay" (Pink Mustang Mix) – 7:03
4. "Behind the Sun" (Ben Grosse Remix) – 4:43
5. "Castles Made of Sand" (live) – 3:18
6. "Special Secret Song Inside" (live) – 3:12
7. "F.U." (live) – 1:17
8. "Get Up and Jump" (demo version) – 2:37
9. "Out in L.A." (demo version) – 1:56
10. "Green Heaven" (demo version) – 3:50
11. "Police Helicopter" (demo version) – 1:12
12. "Nevermind" (demo version) – 2:09
13. "Sex Rap" (demo version) – 1:35
14. "Blues for Meister" – 2:54
15. "You Always Sing the Same" – 0:19
16. "Stranded" – 0:24
17. "Flea Fly" – 0:39
18. "What It Is" – 4:03
19. "Deck the Halls" – 1:02